# La Marche à l'étoile
La Marche à l'étoile est le deuxième roman de Vercors, après Le Silence de la mer, publié par les éditions de Minuit en 1943.

## Résumé
Si Le Silence de la mer exposait l'impossibilité de l'amour entre l'Allemagne et la France lors de l'Occupation, La Marche à l'étoile représente le dégoût du régime de Vichy et la honte des hommes qui y ont cru.
Le narrateur décrit la vie de Thomas Muritz. Né en 1866 et originaire de Moravie, il découvre la France au travers de la littérature (Hugo, Dumas, Balzac et Sue). Il s'éprend de sa culture, sa liberté, sa justice et de son humanité. À 16 ans, il quitte sa famille, son pays et sa situation pour aller s’installer à Paris. Il devient Français et perd un de ses enfants lors de la Première Guerre mondiale.
Lors de la Deuxième Guerre mondiale, le régime de Vichy l'affuble d'une étoile jaune. Bien que n'étant pas juif, il la porte comme un symbole de résistance. Il refuse de croire à la collaboration de l'État.
Il finit par être exécuté par les mitrailleuses de gendarmes français.

## Critique
L'écrivain Jean Lescure écrira : « Ce livre est dur pour les Français car il nous signifie que nous ne saurons pas nous laver les mains du sang de ce juste ». Gaëtan Picon estime en 1949 que les deux nouvelles, Le Silence de la mer et La Marche à l'étoile sont d'« une grande pureté de forme et d'une émotion contenue ».